# 阿雅克
阿雅克（法語：Ajac，法語發音：[aʒak] ⓘ）是法国奥德省的一个市镇，属于利穆区。

## 地理
阿雅克（43°2'52"N, 2°8'14"E）面积5.29 平方千米，位于法国奧克西塔尼大區奥德省，该省份为法国南部沿海省份，北起塔恩省，西北接上加龙省，西接阿列日省，南至东比利牛斯省，东临地中海，东北与埃罗省接壤。
与阿雅克接壤的市镇（或旧市镇、城区）包括：拉伯佐勒、卡斯泰尔朗、拉迪涅达蒙、卢皮亚、马尔拉斯、维勒隆格多德。

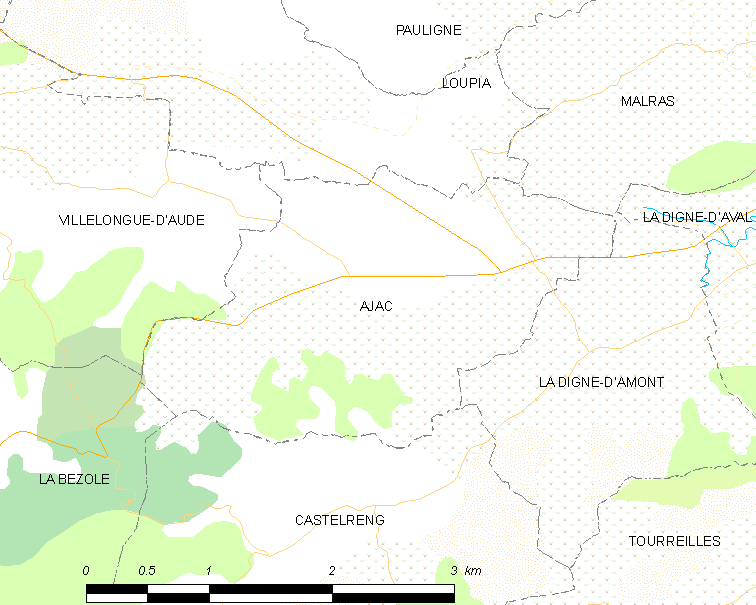
阿雅克的OSM定位图

阿雅克的时区为UTC+01:00、UTC+02:00（夏令时）。

## 行政
阿雅克的邮政编码为11300，INSEE市镇编码为11003。

## 政治
阿雅克所属的省级选区为利穆地区县。

## 人口

1962-2008年间阿雅克人口变化图示

阿雅克于2022年1月1日时的人口数量为198人。